# Halbinsel Mettnau
Die Halbinsel Mettnau ist ein vom baden-württembergischen Ministerium für Wirtschaft, Mittelstand und Verkehr und vom Regierungspräsidium Freiburg am 27. Januar 1984 durch eine gemeinsame Verordnung ausgewiesenes Naturschutzgebiet auf dem Gebiet der Stadt Radolfzell am Bodensee im Landkreis Konstanz.

## Lage
Das Naturschutzgebiet liegt auf der der Stadt Radolfzell nach Osten vorgelagerten Halbinsel Mettnau zwischen dem Zeller See und dem Gnadensee. Das Schutzgebiet umfasst die Spitze der Halbinsel und das Gebiet nordöstlich der Strandbadstraße sowie die ufernahen Wasserbereiche mit der vorgelagerten Liebesinsel.

## Schutzzweck
Schutzzweck ist laut Schutzgebietsverordnung „die Erhaltung der Halbinsel »Mettnau« als Lebensraum für zahlreiche zum Teil vom Rückgang oder Aussterben bedrohte Pflanzen - und Tierarten; [als] Landschaftsteil des Bodensees von besonderer Eigenart, Vielfalt und Schönheit [sowie als] Gebiet von hervorragender Bedeutung für die wissenschaftliche Forschung und Lehre.“

## Landschaftscharakter
Die Halbinsel liegt im Untersee und wird von den für den See typischen Ufer-Lebensräumen bestimmt. Dem Ufer vorgelagert befinden sich Flachwasserbereiche mit Armleuchteralgen-Rasen. Die Ufer werden überwiegend von Schilfröhrichten bedeckt. Im Übrigen bestimmen Pfeifengras-Streuwiesen, Großseggenriede und Silberweiden-Auwaldbestände das Landschaftsbild. 

## Geschichte
Die erste Schutzgebietsverordnung stammt aus dem Jahr 1938 und wurde vom Badischen Ministerium des Kultus und Unterrichts erlassen. Das Schutzgebiet trug damals den Namen „Vogelfreistätte Halbinsel Mettnau am Bodensee“ und umfasste rund 53 Hektar. 1960 wurde das Schutzgebiet durch das Regierungspräsidium Südbaden um etwa 19 Hektar erweitert.
Im Rahmen der Neuverordnung im Jahr 1984 durch das baden-württembergische Wirtschaftsministerium und das Regierungspräsidium Freiburg wurde das Gebiet umbenannt und erlangte seine heutige Größe von 140 Hektar.

## Zusammenhängende Schutzgebiete
Das Naturschutzgebiet ist Teil des FFH-Gebiets Mettnau und Radolfzeller Aach unterhalb Singen und des europäischen Vogelschutzgebiets Untersee des Bodensees.